# Bowman County
Bowman County är ett administrativt område i delstaten North Dakota, USA. År 2010 hade countyt 3 151 invånare. Den administrativa huvudorten (county seat) är Bowman. 

## Geografi
Enligt United States Census Bureau så har countyt en total area på 3 023 km². 3 010 km² av den arean är land och 13 km² är vatten. 

### Angränsande countyn
- Slope County - nord
- Adams County - öst
- Harding County, South Dakota - syd
- Fallon County, Montana - väst